# U-76号潜艇 (1940年)
U-76号（德語：U 76）是纳粹德国战争海军建造的二十四艘VII-B型潜艇（或称U艇）之一。它由不来梅的费格扎克船厂承建，于1940年10月3日下水，至同年12月3日交付使用。第二次世界大战期间，该艇曾参与大西洋海战，在仅有的一次巡逻作战中共击沉2艘同盟国或中立国舰船，累积总吨位为7,290吨。1941年4月5日，U-76号在冰岛南部的北大西洋遭英国驱逐舰狼獾号和单桅战船斯卡伯勒号以深水炸弹击沉，造成1人阵亡，42人获救。

## 设计
由于原有VII-A型潜艇的燃料容量有限而导致航程不足，战争海军于1936年又设计建造了24艘VII-B型潜艇作为改进版。为了提高操纵性和转向性能，他们在两副螺旋桨后部设计了两片舵，并增大舵面面积。VII-B型艇的内部空间更大，因此可在外部鞍状水舱内多装载33吨燃油。这种燃料舱是“自动加注”的——当柴油不断被消耗时，海水也不断进入该水舱以补偿浮力。艇艏和艇艉还设有纵倾平衡水舱，通过调整两端水量来防止潜艇在水下可能产生的纵倾和横摇。作为VII-B型艇，U-76号的全长增加了两米，达到66.50米，舷宽6.20米、高9.5米，并有4.74米的吃水深度，水上和水下排水量分别为753吨和857吨。该艇采用双轴设计，具有两副直径为1.23米的三叶螺旋桨。动力由两台曼恩生产的M6V 40/46型六缸四冲程1,400匹公制馬力（1,000千瓦特）涡轮增压柴油机用于水面运行，以及两台布朗-博韦里提供的GG UB 720/8型375匹公制馬力（280千瓦特）双作用电动发电机用于水下航行；水面最高航速17.9節（33.2每小時），水下8節（15每小時）；能够在水面以10節（19每小時）航速续航8,700海里（16,100），或以4節（7.4每小時）连续在水下航行90海里（170）而无需充电。
武器装备方面，U-76号装备有五具内置式鱼雷发射管——艇艏四具、艇艉一具。相较于VII-A型艇，其艇艉的鱼雷发射管设计在耐压壳体内部、两片舵之间，鱼雷可以由此向外发射。在轮机舱甲板下方还配备了用于艇艉的鱼雷装填系统，耐压壳体与甲板室之间一前一后还设计有外置鱼雷贮存装置，因此U-76号的鱼雷储备和发射能力也得以提升，可携带14枚G7型鱼雷或最多26枚TMA型水雷（TMB型则为39枚）。此外，该艇还搭载有一门配备220发弹药的88毫米35式速射炮以及一门配备1,195发弹药20毫米30式高射炮作为甲板炮。其标准船员编制为4名军官及40－56名水兵。

## 历史
1938年6月2日，海军造舰局根据《英德海军协定》的要求，正式将四艘VII-B型潜艇（U-73至U-76号）的建造合同发包予不来梅的伏尔铿费格扎克船厂。其中U-76号于次年12月28日开始铺设龙骨，建造序列为4号。经过逾九个月的建造，它于1940年10月3日下水，至同年12月3日在前U-144号艇长、海军中尉弗里德里希·冯·希佩尔的指挥下交付使用。完成海试后，该艇加入第7潜艇区舰队，先是在基尔进行战备训练，然后作为前线艇计划于1941年3月移驻德占法国的圣纳泽尔基地，却在途中被击沉。
第二次世界大战期间，U-76号曾执行过一次巡逻，共击沉2艘同盟国或中立国舰船，累积总吨位为7,290吨。

### 作战巡逻
完成战备训练后，U-76号在希佩尔的指挥下于1941年3月19日离开基尔执行首次巡逻，并在穿过威廉皇帝运河、至布伦斯比特尔担任护航后，前往冰岛西南部的北大西洋游弋，计划最终抵达圣纳泽尔。由于空气滤清器损坏，它于3月26日停靠挪威的卑尔根接受紧急维修，并于两天后重新出发。4月3日，希佩尔通过无线电信号宣称击沉了芬兰煤船达佛涅号（Daphne），该船在两天后失踪，并得到德军无线电侦察机构“B处”的确认。U艇总司令部遂将此记战功授予U-76号。4月4日19:56，无护航的英国货轮雅典尼克号（Athenic）从SC-26号护航船队中分散，在雷克雅未克以南约340海里（630）处被希佩尔发射的一枚艇艉鱼雷击中右舷2号货舱。爆炸炸穿了一个大洞，掀开了舱口盖，损坏了舰桥，值班的大副受伤。当船向右舷倾斜时，船长、35名船员、2名炮手和其余10名幸存者立即放下救生艇在汹涌的海面上弃船逃生。20:35，雅典尼克号在左舷4号舱室后方遭到U-76号的致命一击，十七分钟后船身向右舷翻滚并沉没。
U-76号在没有询问幸存者的情况下便离开了该地区，因为雅典尼克号已经发出求救信号，而德国人也正确地认为，分散船队中的护航舰正驶向出事地点。4月5日清晨，当英国驱逐舰哈夫洛克、狼獾号、护卫舰浆果鹃号和单桅战船斯卡伯勒号抵达现场时，希佩尔已经浮出水面并正为蓄电池充电。司令塔上的瞭望手看到了其中一艘护航舰，遂下令紧急下潜。狼獾号通过潜艇探索器（Asdic）锁定了潜艇的位置，并通知浆果鹃号和斯卡伯勒号。但狼獾号随即受到Asdic故障的困扰，只投掷了两枚深水炸弹。浆果鹃号也用Asdic锁定了潜艇，但在狼獾号的攻击声浪中失去接触。不久后，斯卡伯勒号加入战局，并投下八枚深水炸弹。全部十枚炸弹的落位良好。狼獾号的第一枚炸弹摧毁了U-76号的所有仪器，第二枚也造成潜艇的焊缝破裂、其中一副框架弯曲变形、照明熄灭。斯卡伯勒号的八枚炸弹则导致艇艉严重进水。希佩尔认为潜艇已经止损无望，便于09:25浮出水面，弃艇并将其凿沉在58°35′N 20°20′W / 58.583°N 20.333°W、即编号为AL-2657的海军网格处，此时距离斯卡伯勒号的攻击仅过去4分钟。
奉英国海军部指示，浆果鹃号大胆靠近，终于缴获了U-76号。当希佩尔及其船员们跳入水中时，该舰则小心在旁躲避。浆果鹃号的一级中尉杰弗里·安格斯率三名水兵跳上U-76号的前甲板，成为二战中首位登上德国U艇的英国人。他们试图冲进艇内取出恩尼格玛密码机和机密文件。与此同时，其他救助者在艇身绑上了绳索和20厘米长的缆绳，以防止其下沉。当安格斯到达塔顶舱口时，却发现艇内已经灌满了一半的海水。盐水与电池酸发生反应，形成大量氯气。安格斯意识到进入无异于自杀，遂关闭舱门并上锁，这样就不会再有气体逸出。潜艇仍然保持浮力，但由于艇艉进水正在迅速下沉。为免己舰倾覆，浆果鹃号不得不松开绳索和缆绳。U-76号最终沉没。狼獾号救起了希佩尔和39名船员，斯卡伯勒号和杨梅号各救起1人，共计42人。正如英国人指出的那样，U-76号另有一名水兵因盐水侵入避难呼吸器的腐蚀性药筒时形成的有毒气体而死亡。

## 袭击历史摘要
| 日期         | 船名       | 船籍 | 吨位  | 结局 |
| ------------ | ---------- | ---- | ----- | ---- |
| 1941年4月3日 | 达佛涅号   | 芬兰 | 1,939 | 击沉 |
| 1941年4月4日 | 雅典尼克号 | 英国 | 5,351 | 击沉 |

## 脚注
1. 1 2  加洛普，第72頁.
2. ↑  威廉生，第10頁.
3. 1 2  Gröner 1991，第43–44頁.
4. ↑  . U-Boot-Archiv.   [2024-06-25]. （原始内容存档于2024-12-14）.
5. 1 2  Helgason, Guðmundur. . German U-boats of WWII - uboat.net.   [2024-06-25]. （原始内容存档于2024-12-14）.
6. 1 2  Helgason, Guðmundur. . German U-boats of WWII - uboat.net.   [2024-06-25]. （原始内容存档于2024-12-14）.
7. ↑  Helgason, Guðmundur. . German U-boats of WWII - uboat.net.   [2024-06-25]. （原始内容存档于2024-12-14）.
8. ↑  Helgason, Guðmundur. . German U-boats of WWII - uboat.net.   [2024-06-25]. （原始内容存档于2024-12-14）.
9. 1 2  Blair，第322頁.